# Vigna aconitifolia
Espèce
Vigna aconitifolia, le haricot mat ou haricot papillon, est une espèce de plantes à fleurs dicotylédones de la famille des Fabaceae (légumineuses), sous-famille des Faboideae, originaire de l'Asie du Sud.
C'est une plante herbacée, annuelle, résistante à la sécheresse, aux petites fleurs jaunes et aux feuilles profondément lobées. Elle est cultivée dans les régions arides de l'Asie méridionale pour ses graines comestibles en forme de haricots, dont la couleur varie du brun clair au brun rougeâtre foncé.

## Synonymes
Selon The Plant List (29 décembre 2018) :
- Dolichos dissectus Lam.
- Phaseolus aconitifolius Jacq.
- Phaseolus palmatus Forssk.
- Vigna aconitifolius (Jacq.) Marechal